# 尼古劳斯·安德里亚科普洛斯
尼古劳斯·安德里亚科普洛斯（希臘語：Νικόλαος Ανδριακόπουλος，1878年—1896年），希腊男子竞技体操运动员。他曾获得1896年夏季奥运会体操比赛男子爬绳金牌和团体双杠银牌。